# Absyrte
Pour l’article ayant un titre homophone, voir Apsyrtos.
Dans la mythologie grecque, Apsyrte, Absyrte ou Absyrtos (en grec ancien Ἄψυρτος / Apsurtos ou Ἄξυρτος / Axurtos) est le fils du roi de Colchide Éétès et de l'Océanide Idyie, de l'océanide Astérodia ou de la Néréide Néère : il est le frère cadet de Médée.
Son histoire est liée à la fuite des Argonautes de Colchide, où Médée se sert de lui. Médée prend le jeune Absyrte en otage et le met en pièces sur la route pour retarder ceux qui la poursuivent : la flotte d'Éétès doit récupérer les morceaux du corps pour donner à son fils des funérailles convenables,.
Ce meurtre a lieu, selon les auteurs, soit sur les rives d'un fleuve de Colchide qui prend de là le nom d'Absyrte, soit en Scythie mineure à Tomis (nom qui signifie « tranché » en grec), soit encore en mer Adriatique dans les parages des îles Absyrtides.

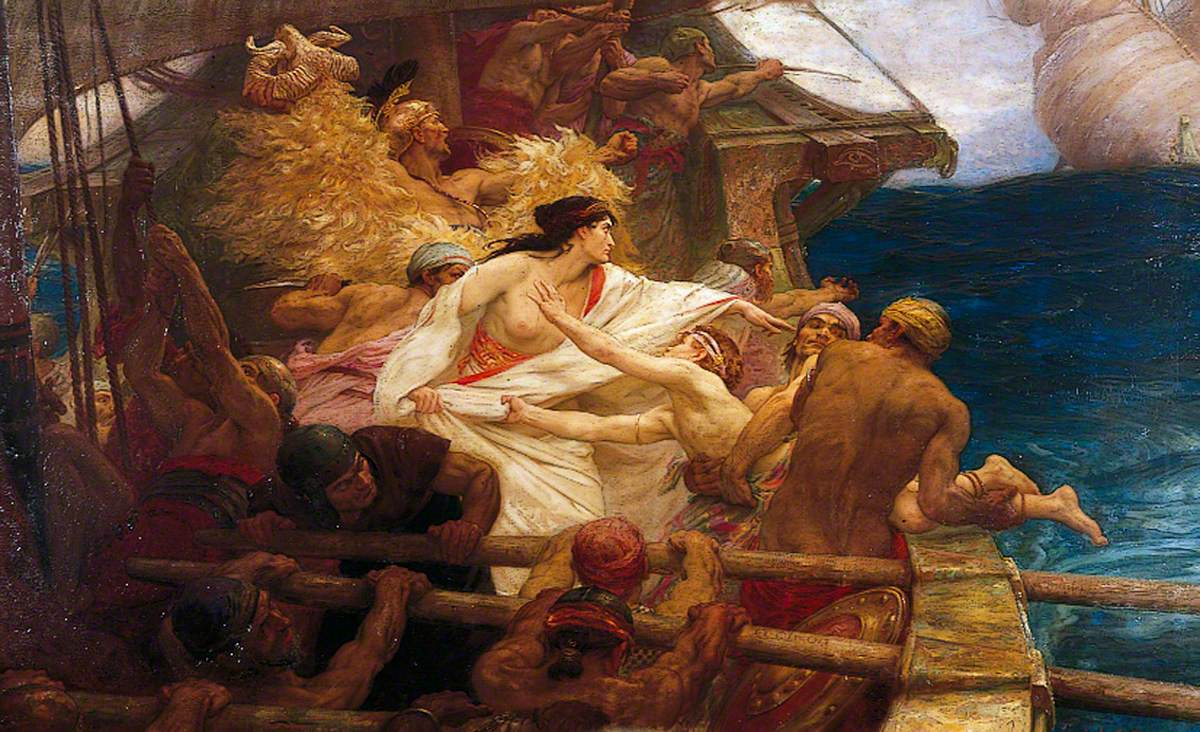
La toison d'or de Herbert James Draper (1904)